# The Outsider (DJ Shadow)
The Outsider è il terzo album discografico in studio dello statunitense DJ Shadow, pubblicato nel settembre 2006 da Universal/Island.

## Tracce
Versione USA
1. Outsider Intro'
2. This Time (I'm Gonna Try It My Way)
3. 3 Freaks feat. Keak Da Sneak & Turf Talk
4. Droop-E Drop
5. Turf Dancing feat. The Federation & Animaniaks
6. Keep Em Close feat. Nump
7. Seein' Thangs feat. David Banner
8. Broken Levee Blues
9. Artifact (Instrumental)
10. Skullfuckery feat. The Heliocentrics
11. Backstage Girl feat. Phonte Coleman
12. Triplicate / Something Happened That Day
13. The Tiger feat. Sergio Pizzorno & Christopher Karloff
14. Erase You feat. Chris James
15. What Have I Done feat. Christina Carter
16. You Made It feat. Chris James
17. Enuff feat. Q-Tip & Lateef the Truthspeaker
18. Dats My Part feat. E-40

## Classifiche
- Official Albums Chart - #77
- Billboard 200 - #24
- US Dance - #2